# Alta (Utah)
Alta ist ein Ort im Salt Lake County im US-Bundesstaat Utah. Das U.S. Census Bureau hat bei der Volkszählung 2020 eine Einwohnerzahl von 228 ermittelt.
Alta ist ein bekanntes Skigebiet und wird jährlich von bis zu 500.000 Touristen besucht.

## Geschichte
Die Stadt Alta wurde 1870 gegründet, nachdem sich in der Region um 1865 erstmals Bergleute niedergelassen hatten, um dort Silber in Silberbergwerken abzubauen. Bei einem Großfeuer im Jahr 1878 wurde der Siedlungskern zerstört, die großen Silbervorkommen verhalfen dem Ort aber zu einem raschen Neuaufbau und den Minenbesitzern über viele Jahre zu großem Reichtum. Nachdem ein Skandinavier den Ort zum Skifahren im Winter publik machte, wurde 1938 der erste Skilift erbaut. Seitdem ist der Wintersport-Tourismus mit etwa 500.000 Besuchern der Hauptwirtschaftsfaktor in Alta.

## Weblinks

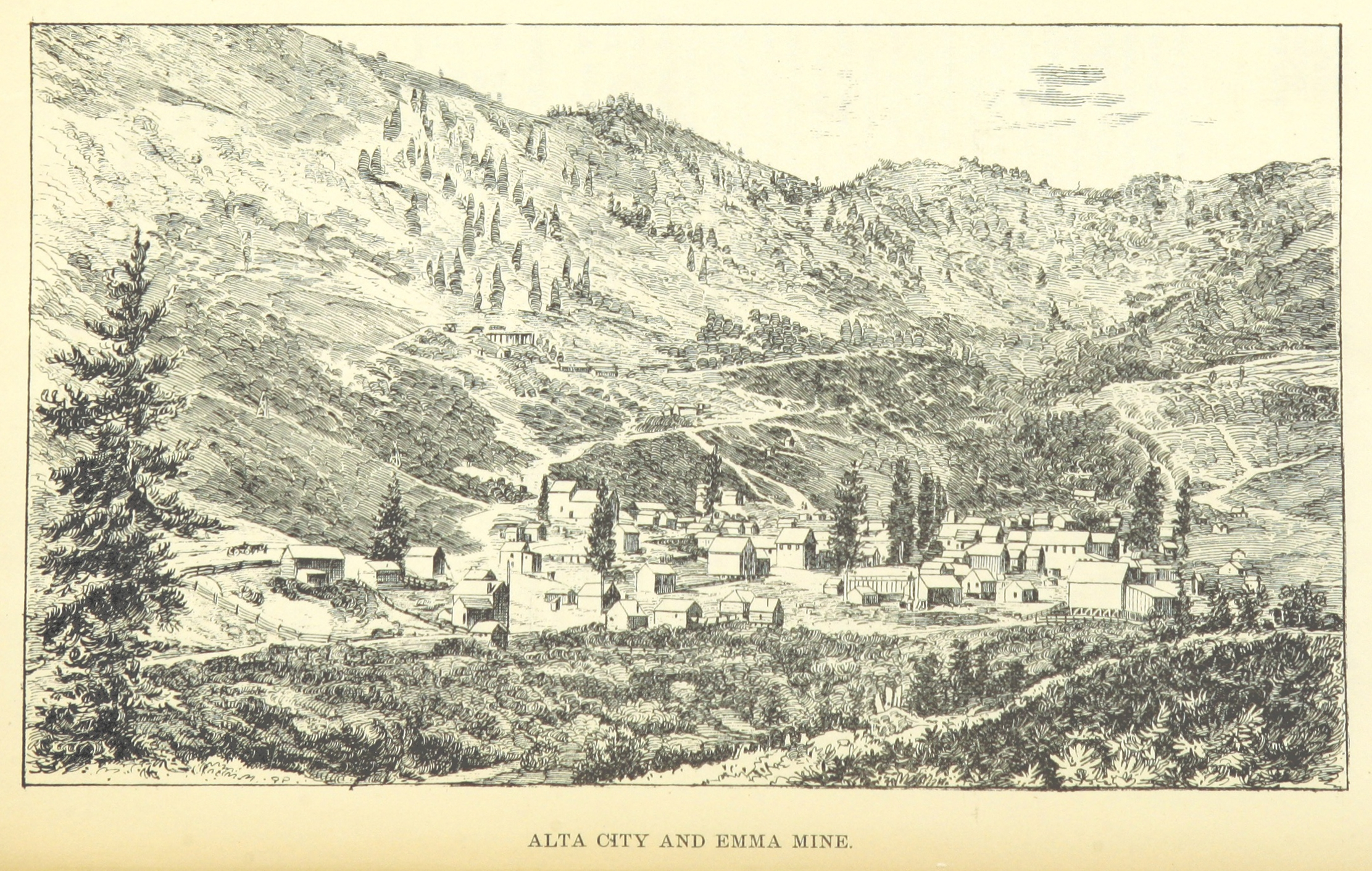
Ansicht von Alta und der Emma-Silbermine im Utah-Territorium um 1875